# Hans-Joachim Krahnen
Hans-Joachim Krahnen (* 9. August 1916 in Berlin; † 23. September 2015 in Oberursel) war ein deutscher Privatbankier.

## Leben
Hans-Joachim Krahnen absolvierte 1935 eine Banklehre bei der Deutschen Bank. Nach Kriegsdienst kehrte er 1946 zunächst zur Deutschen Bank zurück und war nach einem berufsbegleitenden wirtschaftswissenschaftlichem Studium und der 1951 erfolgten Promotion an der Universität zu Köln ab 1950 bei der Kreditanstalt für Wiederaufbau (KfW) tätig. 1952 wechselte er wieder zur Deutschen Bank und war dort Mitglied des Direktoriums. Von 1961 bis 1981 war Krahnen persönlich haftender Gesellschafter der Bethmann Bank in Frankfurt am Main und leitete diese zusammen mit Johann Philipp Freiherr von Bethmann.
Krahnen engagierte sich langjährig als Lehrbeauftragter an verschiedenen deutschen Hochschulen. 1970 wurde er zum Honorarprofessor an der Johann Wolfgang Goethe-Universität Frankfurt am Main ernannt.
Er hatte zahlreiche Aufsichts- und Beiratsmandate inne, wie bei der Cosmos Bank, Steigenberger Hotelgesellschaft und Allgemeine Kapitalunion. Ehrenamtlich engagierte er sich beispielsweise beim Bundesverband deutscher Banken und der Arbeitsgemeinschaft Selbständiger Unternehmer (heute Die Familienunternehmer – ASU). Er war von 1971 bis 1982 Vorsitzender des Vorstandes der Bankakademie (seit 2007: Frankfurt School of Finance & Management) sowie von 1981 bis 1985 Wissenschaftlicher Leiter und Vorsitzender des Kuratoriums der Bankakademie.
Seit 1975 engagierte er sich im Rotary-Club Bad Homburg und war 1981 Mitbegründer des Rotary-Clubs Kronberg-Oberursel.
Er war Gründungsmitglied der Stiftung Marktwirtschaft und deren Gründungsvorstand. Er war Mitbegründer der Baumarktkette OBI und der Robinson Clubs und hat wesentlichen Anteil an der Einführung der Betriebsräte in deutschen Unternehmen. Darüber hinaus war Krahnen Honorarkonsul für Pakistan in Hessen, Rheinland-Pfalz und dem Saarland.

## Ehrung
- Klaus Juncker (Hrsg.), Klaus Schlegelmilch (Hrsg.), Hans Jürgen Amelung (Autor) et al.: Die Kapitalbeteiligungsgesellschaft in Theorie und Praxis. Zum 60. Geburtstag von Prof. Dr. H. Joachim Krahnen. Knapp, Frankfurt am Main 1976, ISBN 3-7819-0170-X.

## Schriften
- Erwartungen an die künftige Politik, Econ-Verlag 1980, ISBN 3-430-15652-1